# Sterling (Utah)
Sterling je obec v okresu Sanpete County ve státě Utah ve Spojených státech amerických. K roku 2010 zde žilo 235 obyvatel. S celkovou rozlohou 0,6 km² byla hustota zalidnění 376,9 obyvatel na km².